# Gillian Sankoff
Gillian Sankoff (ur. 6 marca 1943) – amerykańska socjolingwistka pochodzenia kanadyjskiego, profesor językoznawstwa na Uniwersytecie Pensylwanii.
W pracy badawczej zajmowała się montrealską odmianą języka francuskiego, językami pidżynowymi i kreolskimi, jak również nad zmianą w języku zachodzącą diachronicznie w miarę starzenia się indywidualnego użytkownika. W 1986 otrzymała stypendium Fundacji Guggenheima.

## Życie prywatne
Była żoną socjologa Ervina Goffmana od 1981 do jego śmierci w 1982. Od 1993 była w związku małżeńskim z socjolingwistą Williamem Labovem (1927-2024). Jej córka z pierwszego małżeństwa, Alice Goffman, jest socjologiem.